# Kranskärlsoperation
Kranskärlsoperation, även koronar bypass, ofta förkortad CABG, av engelskans coronary artery bypass grafting, är ett kirurgiskt ingrepp på hjärtat för behandling av ateroskleros i kranskärlen. 
Vid ateroskleros i kranskärlen kan kärlen bli förträngda vilket kan hindra blodförsörjningen till hjärtat och ge kärlkramp eller hjärtinfarkt. Vid en kranskärlsoperation sys ett nytt kärl till det sjuka kranskärlet bortom det försnävade området och sys därefter antingen fast i kroppspulsådern eller tillåts sitta kvar med andra änden vid sin ursprungliga plats. På så sätt återställs kranskärlens blodförsörjning. Ingreppet utförs oftast med hjärt-lungmaskin.